# Fußballsportverein Frankfurt 1899 2014-2015
Questa voce raccoglie le informazioni riguardanti il Fußballsportverein Frankfurt 1899  nelle competizioni ufficiali della stagione calcistica 2014-2015.

## Stagione
Nella stagione 2014-2015 il FSV Francoforte, allenato da Tomas Oral, concluse il campionato di 2. Bundesliga al 13º posto. In coppa di Germania il FSV Francoforte fu eliminato al secondo turno dall'Hoffenheim.

## Rosa
| N. |                        | Ruolo | Calciatore                |
| -- | ---------------------- | ----- | ------------------------- |
| 2  | Germania (bandiera)    | C     | Hanno Balitsch            |
| 3  | Germania (bandiera)    | D     | Björn Schlicke (capitano) |
| 4  | Paesi Bassi (bandiera) | D     | Tom Beugelsdijk           |
| 5  | Germania (bandiera)    | C     | Manuel Konrad             |
| 6  | Finlandia (bandiera)   | C     | Joni Kauko                |
| 7  | Germania (bandiera)    | C     | Marc-André Kruska         |
| 8  | Germania (bandiera)    | C     | Mario Engels              |
| 9  | Albania (bandiera)     | A     | Edmond Kapllani           |
| 13 | Algeria (bandiera)     | A     | Mohamed Amine Aoudia      |
| 14 | Germania (bandiera)    | D     | Alexander Bittroff        |
| 15 | Germania (bandiera)    | D     | Alexander Huber           |
| 17 | Libano (bandiera)      | D     | Joan Oumari               |
| 18 | Germania (bandiera)    | C     | Fabian-Herbert Burdenski  |
| 19 | Germania (bandiera)    | D     | Patrick Schorr            |

| N. |                     | Ruolo | Calciatore          |
| -- | ------------------- | ----- | ------------------- |
| 20 | Germania (bandiera) | D     | Markus Ballmert     |
| 21 | Germania (bandiera) | P     | Sören Pirson        |
| 22 | Albania (bandiera)  | C     | Odise Roshi         |
| 23 | Germania (bandiera) | C     | Marcel Kaffenberger |
| 24 | Germania (bandiera) | P     | Jannis Pellowski    |
| 25 | Germania (bandiera) | D     | Florian Ballas      |
| 26 | Germania (bandiera) | C     | Denis Epstein       |
| 27 | Germania (bandiera) | C     | Ahmed Azaouagh      |
| 28 | Germania (bandiera) | D     | Florijon Belegu     |
| 29 | Slovenia (bandiera) | A     | Zlatko Dedič        |
| 30 | Kosovo (bandiera)   | C     | Faton Toski         |
| 32 | Italia (bandiera)   | C     | Vincenzo Grifo      |
| 36 | Germania (bandiera) | A     | Timm Golley         |
| 37 | Turchia (bandiera)  | C     | Zafer Yelen         |

## Organigramma societario
Area tecnica
- Allenatore: Tomas Oral
- Allenatore in seconda: Bernd Winter
- Preparatore dei portieri: Norbert Lorz
- Preparatori atletici:

## Risultati

### 2. Bundesliga

#### Girone di andata
| Arbitro: | Sippel |

|                           |           |              |
| Schnatterer 42’ Mayer 84’ | Marcatori | 10’ Schlicke |

| Arbitro: | Zwayer |

|                          |           |                        |
| Kapllani 16’, 45’ (rig.) | Marcatori | 11’, 18’, 41’ Micanski |

| Arbitro: | Dankert |

|  |           |              |
|  | Marcatori | 29’ Balitsch |

| Francoforte sul Meno 29 agosto 2014, ore 18:30 CEST 4ª giornata | FSV Francoforte | 0 – 0 referto | RB Lipsia | Frankfurter Volksbank Stadion (6 043 spett.)\| Arbitro: \| Jablonski \| |
| Arbitro:                                                        | Jablonski       |               |           |                                                                         |

| Arbitro: | Fritz |

|           |           |  |
| Orban 37’ | Marcatori |  |

| Arbitro: | Thomsen |

|              |           |                                                                |
| Kapllani 41’ | Marcatori | 29’ Losilla 57’ Gregoritsch 64’ (rig.), 79’ Terodde 84’ Šesták |

| Arbitro: | Schriever |

|                                        |           |  |
| Brégerie 16’ Sulu 32’, 85’ Gondorf 34’ | Marcatori |  |

| Arbitro: | Siebert |

|                                        |           |                                           |
| Kauko 44’ Ziereis 58’ (aut.) Grifo 62’ | Marcatori | 32’ (rig.) Nöthe 35’ Rzatkowski 86’ Daube |

| Arbitro: | Kampka |

|  |           |                                         |
|  | Marcatori | 51’ Toski 64’ (rig.) Kapllani 88’ Grifo |

| Arbitro: | Grudzinski |

|  |           |                |
|  | Marcatori | 19’ Hinterseer |

| Arbitro: | Rohde |

|                 |           |                                                      |
| Šukalo 10’, 30’ | Marcatori | 15’, 33’, 88’ (rig.) Grifo 21’ Beugelsdijk 59’ Dedič |

| Arbitro: | Dietz |

|            |           |           |
| Oumari 23’ | Marcatori | 70’ Vučur |

| Arbitro: | Aarnink |

|  |           |           |
|  | Marcatori | 72’ Roshi |

| Arbitro: | Bandurski |

|  |           |                             |
|  | Marcatori | 1’, 44’ Nielsen 87’ Bakenga |

| Arbitro: | Wingenbach |

|  |           |                      |
|  | Marcatori | 43’ Dedič 89’ Engels |

| Arbitro: | Dankert |

|                         |           |              |
| Skrzybski 47’ Thiel 71’ | Marcatori | 90’ Kapllani |

| Arbitro: | Brand |

|  |           |                   |
|  | Marcatori | 45’, 63’ Benschop |

#### Girone di ritorno
| Arbitro: | Aarnink |

|                      |           |  |
| Dedič 28’ Engels 55’ | Marcatori |  |

| Arbitro: | Weiner |

|                                               |           |            |
| Hennings 16’, 51’ Yabo 20’ Nazarov 66’ (rig.) | Marcatori | 72’ Aoudia |

| Arbitro: | Osmers |

|                     |           |             |
| Roshi 21’ Grifo 60’ | Marcatori | 41’ Hovland |

| Arbitro: | Grudzinski |

|  |           |           |
|  | Marcatori | 58’ Roshi |

| Arbitro: | Rohde |

|                     |           |  |
| Grifo 71’ Dedič 89’ | Marcatori |  |

| Arbitro: | Dietz |

|                                      |           |                                    |
| Terrazzino 16’ Eisfeld 61’ Latza 81’ | Marcatori | 79’ Dedič 84’ (rig.), 90’ Kapllani |

| Arbitro: | Winkmann |

|           |           |             |
| Dedič 65’ | Marcatori | 76’ Gondorf |

| Arbitro: | Brych |

|         |           |           |
| Thy 46’ | Marcatori | 58’ Kauko |

| Arbitro: | Wingenbach |

|                     |           |                |
| Kapllani 80’ (rig.) | Marcatori | 22’ Bouhaddouz |

| Arbitro: | Stegemann |

|                           |           |  |
| Hübner 22’ Hinterseer 58’ | Marcatori |  |

| Arbitro: | Willenborg |

|           |           |                |
| Kauko 20’ | Marcatori | 58’ Gießelmann |

| Arbitro: | Bandurski |

|               |           |  |
| Benatelli 59’ | Marcatori |  |

| Arbitro: | Sippel |

|            |           |                |
| Aoudia 45’ | Marcatori | 64’ Steinhöfer |

| Arbitro: | Thomsen |

|                    |           |  |
| Berggreen 59’, 69’ | Marcatori |  |

| Arbitro: | Dingert |

|  |           |          |
|  | Marcatori | 84’ Rama |

| Arbitro: | Brand |

|              |           |                                       |
| Kapllani 24’ | Marcatori | 10’ Thiel 62’ Kobylański 81’ Kreilach |

| Arbitro: | Sippel |

|                       |           |                             |
| Schmitz 13’ Bebou 19’ | Marcatori | 11’, 21’ Kapllani 83’ Dedič |

### Coppa di Germania
| Arbitro: | Rohde |

|                                                           |                      |                                                                |
| Bouadoud 17’, 118’ Ibrahimaj 32’                          | Marcatori            | 41’ Yelen 73’ (rig.), 98’ Kapllani                             |
| Dalman Glowacz Frisch König Hayer Bouadoud Volina Hartwig | Tiri di rigore 4 – 5 | Kapllani Konrad Kruska Schembri Grifo Engels Huber Beugelsdijk |

| Arbitro: | Drees |

|                                                             |           |              |
| Schipplock 23’ Vestergaard 45’ Firmino 57’, 90’ Modeste 72’ | Marcatori | 80’ Schembri |

## Statistiche

### Statistiche di squadra
| Competizione      | Punti | In casa | In casa | In casa | In casa | In casa | In casa | In trasferta | In trasferta | In trasferta | In trasferta | In trasferta | In trasferta | Totale | Totale | Totale | Totale | Totale | Totale | DR  |
| Competizione      | Punti | G       | V       | N       | P       | Gf      | Gs      | G            | V            | N            | P            | Gf           | Gs           | G      | V      | N      | P      | Gf     | Gs     | DR  |
| ----------------- | ----- | ------- | ------- | ------- | ------- | ------- | ------- | ------------ | ------------ | ------------ | ------------ | ------------ | ------------ | ------ | ------ | ------ | ------ | ------ | ------ | --- |
| 2. Bundesliga     | 39    | 17      | 3       | 7       | 7       | 18      | 27      | 17           | 7            | 2            | 8            | 23           | 26           | 34     | 10     | 9      | 15     | 41     | 53     | -12 |
| Coppa di Germania | -     | 0       | 0       | 0       | 0       | 0       | 0       | 2            | 0            | 1            | 1            | 4            | 8            | 2      | 0      | 1      | 1      | 4      | 8      | -4  |
| Totale            | -     | 17      | 3       | 7       | 7       | 18      | 27      | 19           | 7            | 3            | 9            | 27           | 34           | 36     | 10     | 10     | 16     | 45     | 61     | -16 |

### Andamento in campionato
| Giornata  | 1  | 2  | 3  | 4  | 5  | 6  | 7  | 8  | 9  | 10 | 11 | 12 | 13 | 14 | 15 | 16 | 17 | 18 | 19 | 20 | 21 | 22 | 23 | 24 | 25 | 26 | 27 | 28 | 29 | 30 | 31 | 32 | 33 | 34 |
| --------- | -- | -- | -- | -- | -- | -- | -- | -- | -- | -- | -- | -- | -- | -- | -- | -- | -- | -- | -- | -- | -- | -- | -- | -- | -- | -- | -- | -- | -- | -- | -- | -- | -- | -- |
| Luogo     | T  | C  | T  | C  | T  | C  | T  | C  | T  | C  | T  | C  | T  | C  | T  | T  | C  | C  | T  | C  | T  | C  | T  | C  | T  | C  | T  | C  | T  | C  | T  | C  | C  | T  |
| Risultato | P  | P  | V  | N  | P  | P  | P  | N  | V  | P  | V  | N  | V  | P  | V  | P  | P  | V  | P  | V  | V  | V  | N  | N  | N  | N  | P  | N  | P  | N  | P  | P  | P  | V  |
| Posizione | 15 | 15 | 12 | 12 | 13 | 15 | 18 | 17 | 14 | 17 | 13 | 13 | 11 | 13 | 11 | 13 | 13 | 13 | 13 | 11 | 10 | 9  | 9  | 9  | 9  | 10 | 11 | 10 | 11 | 11 | 12 | 13 | 16 | 13 |

Legenda:

Luogo: C = Casa; T = Trasferta. Risultato: V = Vittoria; N = Pareggio; P = Sconfitta.

### Statistiche dei giocatori
| Giocatore       | 2. Bundesliga | 2. Bundesliga | 2. Bundesliga | 2. Bundesliga | Coppa di Germania | Coppa di Germania | Coppa di Germania | Coppa di Germania | Totale   | Totale | Totale      | Totale     |
| Giocatore       | Presenze      | Reti          | Ammonizioni   | Espulsioni    | Presenze          | Reti              | Ammonizioni       | Espulsioni        | Presenze | Reti   | Ammonizioni | Espulsioni |
| --------------- | ------------- | ------------- | ------------- | ------------- | ----------------- | ----------------- | ----------------- | ----------------- | -------- | ------ | ----------- | ---------- |
| P. Klandt       | 34            | 0             | 1             | 0             | 2                 | 0                 | 1                 | 0                 | 36       | 0      | 2           | 0          |
| J. Pellowski    | -             | -             | -             | -             | -                 | -                 | -                 | -                 | -        | -      | -           | -          |
| S. Pirson       | -             | -             | -             | -             | -                 | -                 | -                 | -                 | -        | -      | -           | -          |
| F. Ballas       | 8             | 0             | 1             | 0             | -                 | -                 | -                 | -                 | 8        | 0      | 1           | 0          |
| M. Ballmert     | 4             | 0             | 0             | 0             | -                 | -                 | -                 | -                 | 4        | 0      | 0           | 0          |
| F. Belegu       | 1             | 0             | 0             | 0             | -                 | -                 | -                 | -                 | 1        | 0      | 0           | 0          |
| T. Beugelsdijk  | 25            | 1             | 11            | 0             | 2                 | 0                 | 1                 | 0                 | 27       | 1      | 12          | 0          |
| A. Bittroff     | 32            | 0             | 5             | 0             | 1                 | 0                 | 0                 | 0                 | 33       | 0      | 5           | 0          |
| A. Huber        | 33            | 0             | 2             | 0             | 2                 | 0                 | 0                 | 0                 | 35       | 0      | 2           | 0          |
| J. Oumari       | 24            | 1             | 7             | 0             | 1                 | 0                 | 1                 | 0                 | 25       | 1      | 8           | 0          |
| B. Schlicke     | 8             | 1             | 1             | 0             | 1                 | 0                 | 0                 | 0                 | 9        | 1      | 1           | 0          |
| P. Schorr       | 1             | 0             | 0             | 0             | -                 | -                 | -                 | -                 | 1        | 0      | 0           | 0          |
| A. Azaouagh     | 1             | 0             | 0             | 0             | -                 | -                 | -                 | -                 | 1        | 0      | 0           | 0          |
| H. Balitsch     | 28            | 1             | 4             | 0             | 1                 | 0                 | 1                 | 0                 | 29       | 1      | 5           | 0          |
| F. Burdenski    | -             | -             | -             | -             | -                 | -                 | -                 | -                 | -        | -      | -           | -          |
| M. Engels       | 26            | 2             | 3             | 0             | 2                 | 0                 | 0                 | 0                 | 28       | 2      | 3           | 0          |
| D. Epstein      | 9             | 0             | 0             | 0             | 1                 | 0                 | 0                 | 0                 | 10       | 0      | 0           | 0          |
| T. Golley       | 11            | 0             | 2             | 0             | -                 | -                 | -                 | -                 | 11       | 0      | 2           | 0          |
| V. Grifo        | 33            | 7             | 2             | 0             | 2                 | 0                 | 0                 | 0                 | 35       | 7      | 2           | 0          |
| M. Kaffenberger | 1             | 0             | 0             | 0             | 1                 | 0                 | 0                 | 1                 | 2        | 0      | 0           | 1          |
| J. Kauko        | 21            | 3             | 2             | 0             | 1                 | 0                 | 0                 | 0                 | 22       | 3      | 2           | 0          |
| M. Konrad       | 31            | 0             | 9             | 1             | 2                 | 0                 | 1                 | 0                 | 33       | 0      | 10          | 1          |
| M. Kruska       | 31            | 0             | 7             | 0             | 2                 | 0                 | 0                 | 0                 | 33       | 0      | 7           | 0          |
| O. Roshi        | 21            | 3             | 5             | 0             | 1                 | 0                 | 0                 | 0                 | 22       | 3      | 5           | 0          |
| F. Toski        | 11            | 1             | 2             | 0             | -                 | -                 | -                 | -                 | 11       | 1      | 2           | 0          |
| Z. Yelen        | 5             | 0             | 0             | 0             | 1                 | 1                 | 0                 | 0                 | 6        | 1      | 0           | 0          |
| M. Aoudia       | 9             | 2             | 0             | 1             | -                 | -                 | -                 | -                 | 9        | 2      | 0           | 1          |
| Z. Dedič        | 31            | 7             | 1             | 0             | 1                 | 0                 | 0                 | 0                 | 32       | 7      | 1           | 0          |
| E. Kapllani     | 26            | 11            | 2             | 1             | 2                 | 2                 | 0                 | 0                 | 28       | 13     | 2           | 1          |
| A. Schembri     | 9             | 0             | 0             | 0             | 2                 | 1                 | 0                 | 0                 | 11       | 1      | 0           | 0          |